# Is Logic Empirical?
«Is logic empirical?» — назва двох статей (одна Гіларі Патнема, а інша Майкла Даммітта), що розглядають ідею про те, що алгебраїчні властивості логіки можуть або повинні бути визначені емпірично; зокрема, вони шукають відповідь на питання: чи можуть емпіричні факти про квантові явища слугувати підставою для перегляду класичної логіки у рамках послідовного логічного рендерингу реальності. Ці пошуки відштовхуються від роботи Гаррета Біркгофа і Джона фон Неймана з квантової логіки, які показали, що результати квантових вимірювань можуть бути представлені у вигляді бінарних тверджень, і що ці твердження квантової механіки можна комбінувати так само, як і судження в класичній логіці. Проте, алгебраїчні властивості цієї структури дещо відрізняються від класичної логіки в тому, що принцип дистрибутивності не виконується.
Ідея про те, що принципи логіки можуть потребувати перегляду через емпіричні причини має багато підстав, зокрема це робота Вілларда Ван Орман Квайна і фундаментальні дослідження Ганса Рейхенбаха.

## Віллард Ван Орман Квайн
Який епістемологічний статус законів логіки? Які аргументи є придатними для критики чинних принципів логіки? У своєму основоположному документі «Дві догми емпіризму» логік і філософ Віллард Ван Орман Квайн стверджував, що всі вірування в принципі повинні бути переглянуті під тиском емпіричних даних, в тому числі так звані аналітичні судження. Таким чином, закони логіки, є парадигматичними випадками аналітичних суджень, що не мають імунітету до перегляду.
Для того, щоб виправдати це твердження він навів так звані парадокси квантової механіки. Біркгоф і фон Нейман запропонували розв'язати ці парадокси, відмовившись від принципу дистрибутивності, тим самим замінюючи класичну логіку квантовою.
Квайн спочатку не наполягав на цьому аргументі серйозно, і не надав переконливих доказів свого твердження. У «Філософії логіки» (глава під назвою «Девіантна Логіка»), Квайн відкидає ідею про те, що класична логіка повинна бути переглянута через парадокси. Його бентежили «серйозна втрата простоти», та «гандикап необхідності мислення в рамках девіантної логіки». Квайн, однак, продовжував притримуватися думки, що логіка в принципі не має імунітету до перегляду.

## Ганс Рейхенбах
Рейхенбах розглянув одну з аномалій, пов'язаних з квантовою механікою, — проблему комплементарних властивостей. Пара властивостей системи називається комплементарною, якщо кожній з властивості може бути присвоєно значення істинності в деякій експериментальній установці, але немає установки, яка приписує значення істинності для обох властивостей. Класичний приклад комплементарності ілюструється експериментом з двома щілинами, в яких фотон можна змусити проявляти корпускулярні або хвильові властивості, в залежності від експериментальної установки для його детектування. Ще одним прикладом комплементарних властивостей є визначення точного положення та імпульсу.
Рейхенбах підійшов до розв'язання проблеми в рамках філософської програми логічних позитивістів, в яких вибір відповідної мови не є питанням істинності або хибності даної мови — в цьому випадку, мови, що використовується для опису квантової механіки — а питанням «технічної переваги мовних систем». Його розв'язанням проблеми була логіка властивостей з тризначною семантикою; кожна властивість може мати одне з трьох можливих значень істинності: істина, брехня, або невизначеність. Формальні властивості такої логічної системи можуть бути задані набором досить простих правил, звичайно, набагато простіших, ніж «проєкційна алгебра», яку Біркгоф та фон Нейман запропонували кілька років тому.

## Перша стаття: Гіларі Патнем

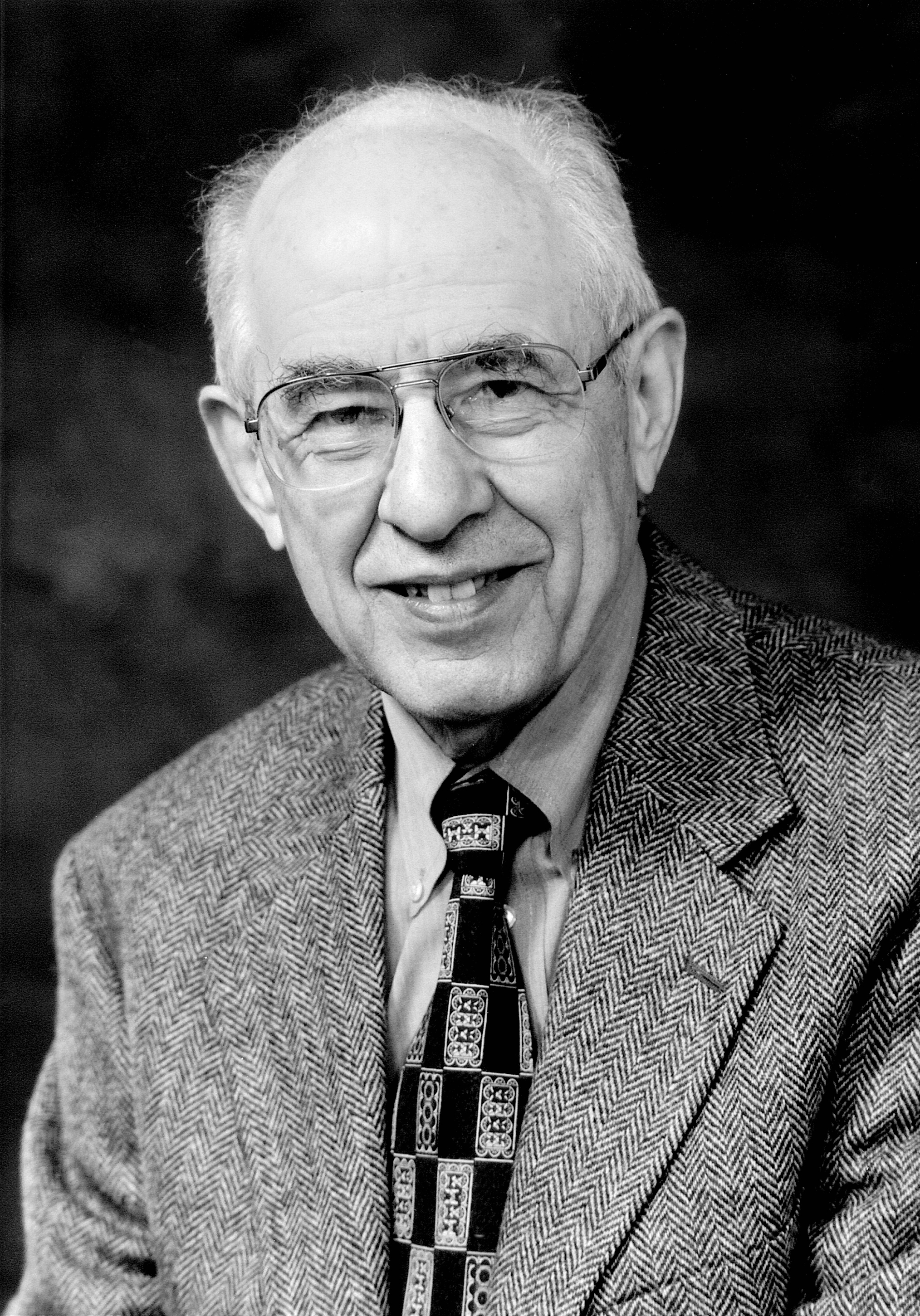
Гіларі Патнем

У своїй статті «Чи є логіка емпіричною?» Гіларі Патнем, чиї докторські дослідження були виконані під керівництвом Райхенбаха, підійшов до ідеї Квайна на систематичній основі. По-перше, він зробив аналогію між законами логіки та законами геометрії: був час, коли постулати Евкліда вважалися істинними в фізичному просторі, в якому ми живемо, але сучасні фізичні теорії опираються на неевклідові геометрії, зовсім інші та фундаментально несумісні щодо означення прямої.
Зокрема, він стверджував, що те, що фізики дізналися про квантову механіку, дає переконливі аргументи на користь відмови від деяких звичних принципів класичної логіки з цієї причини: реалізм фізичного світу, який Патнем в цілому підтримує, вимагає, щоб ми згодилися з аномаліями, пов'язаними з квантовими явищами. Патнем розуміє реалізм фізичних об'єктів повинен охоплювати поняття імпульсу та положення квантів. Оскільки принцип невизначеності стверджує, що будь-який з них можна визначити, але обидва вони не можуть бути визначені в той же час, Патнем стикається з парадоксом. Єдине можливе розв'язання парадоксу він бачить у квантовій логіці, яка, на його думку, не є суперечною.

## Квантова логіка
Формальні закони фізичної теорії обґрунтовані процесом повторних контрольованих спостережень. Це з точки зору фізика сенс емпіричного характеру цих законів.
Ідея логіки суджень з правилами, що радикально відрізняється від булевої логіки, не нова. Справді, в середині тридцятих років Гарретом Біркгофом і Джоном фон Нейманом була встановлена своєрідна аналогія між некласичною логікою висловлювань і деякими аспектами процесу вимірювання в квантовій механіці. Патнем і фізик Девід Фінкельштейн запропонували, що співвідношення глибше, ніж проста аналогія: що насправді існує логічна система, чия семантика задається ґраткою проєкційних операторів у гільбертовому просторі. Це, насправді, правильна логіка міркування про мікросвіт.
З цієї точки зору класична логіка — лише граничний випадок цієї нової логіки. Якби це було так, то нашу «упереджену» булеву логіку треба було б відкинути на підставі емпіричних даних так, як геометрію Евкліда (як начебто правильну геометрію фізичного простору) було відхилено на підставі (фактів, що підтримують теорію) загальної теорії відносності. Цей аргумент промовляє на користь того, що правила логіки є емпіричними.
Ця логіка стала відома як квантова логіка. Однак, небагато філософів сьогодні розглядають цю логіку як заміну класичної логіки; сам Патнем більше не дотримується цієї точку зору. Квантова логіка досі використовується як основний формалізм квантової механіки: але в певному сенсі, в якому примітивні події не інтерпретуються як атомарні судження, а як оператори, що визначають можливі результати. Квантова логіка надає послідовний математичний апарат трактування спостережуваних та визначення квантових вимірювань.

## Друга стаття: Майкл Даммітт

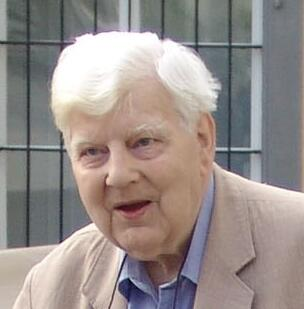
Майкл Даммітт

У статті, що вийшла під тією ж назвою «Чи є логіка емпіричною?» Майкл Даммітт стверджує, що прагнення Патнема до реалізму нав'язує дистрибутивність: принцип дистрибутивності має важливе значення для розуміння реаліста того, які судження про світ правильні, точно так, стверджує він, як принцип двозначності. Для кращого розуміння розглянемо питання, чому таблиці істинності працюють для класичної логіки: по-перше, потрібно, щоб змінні частини судження були або істинними, або хибними: якщо вони можуть мати інші значення, або не мати значення істинності взагалі, то аналіз таблиці істинності не вичерпує можливі шляхи того, як можна застосувати логічні міркування. Наприклад інтуїціонізм поважає класичні таблиці істинності, але не закони класичної логіки, тому що логіка інтуіціоніста дозволяє судження, що можуть бути не тільки істинними чи хибними. По-друге, вимога того, що таблиці істинності могли описувати логічні сполучники, залежить від дистрибутивності: таблиця істинності є диз'юнкцією кон'юнктивних можливостей, а справедливість розмірковування залежить від того, чи є ціле послідовністю бівалентних суджень, що справедливо тільки тоді, коли застосовується принцип дистрибутивності.
Тому Патнем не може обійняти реалізм без включення класичної логіки, а отже, його намагання схвалити квантову логіку через реалізм квантів — безнадійна справа.
Аргумент Даммітта тим цікавіший, що він не є прихильником класичної логіки. Його розмірковування про зв'язок між реалізмом і класичною логікою є частиною ширшого аргументу на користь твердження того, що подібно до того, як існування певного класу об'єктів може бути предметом суперечки, так і саме об'єктивне існування таких суб'єктів є також питанням суперечки. Отже, інтуїціонізм має переваги над класичною логікою, коли мова йде про явища, об'єктивне існування яких є предметом суперечки.
Таким чином, питання «Чи є логіка емпіричною?» на думку Даммітта природним чином призводить до протистояння реалізму та антиреалізму, однієї з найглибших проблем сучасної метафізики.